# 1089
1089 (MLXXXIX) je bilo navadno leto, ki se je po julijanskem koledarju začelo na ponedeljek.

## Dogodki
- 11. avgust - Britanija: kronisti zabeležijo uničevalen potres.
- 14. avgust - Ker zaradi izobčenja ne dobi neveste na Zahodu, se rimsko-nemški cesar Henrik IV. v drugo poroči s kijevsko princeso Evpraksijo, hčerko velikega kneza Vsevoloda I.
- Papež Urban II. skliče vrsto koncilov, na katerih ponovi progregorijansko cerkveno politiko: obsodba laične investiture, simonije, duhovniških porok, obdavičitev duhovnikov z ljubicami in status quo glede izobčenj cesarja Henrika IV. ter protipapeža Klemena III.
- Gruzija: zaradi invazije seldžuških plemen, ki so primorali Gruzijce k umiku v gore, in zaradi uničevalnega potresa prejšnje leto, je primoran kralj Jurij II. odstopiti v korist mnogo bolj bojevitega sina Davida IV.
- Umrlega hrvaškega kralja Dimitrija Zvonimirja zamenja že ostareli in bolni Štefan II., ki za povrhu tudi nima potomcev. Zvonimirjeva vdova Helena Lepa spodbija Štefanovo pravico do prestola in brani interese brata in ogrskega kralja Ladislava.
- Godred Crovan, kralj otoka Man s Hebridi zavlada v še drugi keltsko-vikinški žepni kraljevini, Dublinu. 1094 ↔

## Rojstva
- Abraham Ibn Ezra, španski judovski pesnik in učenjak († 1167)
- Ačarja Hemačandra, indijski džainistični učenjak, matematik († 1172)
- Alaungsithu, burmanski kralj, dinastija Pagan († 1168)
- Dahui Zonggao, kitajski zen budistični mojster († 1163)

## Smrti
- 20. april - Dimitrij Zvonimir, hrvaški kralj
- 24. maj - Lanfranc, canterburyjski nadškof (* 1005)

Neznan datum
- Višeslava Kijevska, poljska kraljica (* okoli 1047)